# ヘンリクエス・ゾワ
ヘンリクエス・ゾワ（Henriques Zowa、男性、1981年8月19日 - ）は、アンゴラ出身のキックボクサー。バックボーンはムエタイ。ボクシングの試合経験もある。
戦績が振るわない状況が続いていたが、ダニョ・イルンガから勝利を収め、自らが隠れた実力者であることを示し始めている。

## 戦績
| 勝敗 | 対戦相手                 | 試合結果       | 大会名                               | 開催年月日     |
| ○    | ダニョ・イルンガ         | 3R終了 判定    | Mix Fight Gala 10                    | 2010年10月9日  |
| ○    | Clyde van Dams           | 3R終了 判定    | K-1 World MAX 2009 Europe Tournament | 2009年3月1日   |
| ×    | ムラッド・ボウジディ     | 5R終了 判定0-3 | Rumble in the Hague                  | 2008年6月15日  |
| ×    | トーマス・ハロン         | 3R終了 判定0-3 | Muay Thai Fight Night                | 2008年5月31日  |
| ×    | アーシュイン・バルラック | 3R終了 判定    | The Battle of Arnhem 6               | 2007年10月14日 |
| ×    | ハンベルト・エボラ       | 3R終了 判定    | K-1 Canarias 2006                    | 2006年6月17日  |
| ×    | グーカン・サキ           | 5R終了 判定    | Gala in Vlaardingen                  | 2006年5月18日  |
| ×    | エロール・ジマーマン     | 5R終了 判定    | Gentlemen Fight Night 2              | 2005年10月2日  |
| ○    | エロール・ジマーマン     | 3R終了 判定    | K-1 Canarias 2005 【決勝】           | 2005年4月2日   |
| ○    | ムトル・カラブラット     | KO             | K-1 Canarias 2005 【準決勝】         | 2005年4月2日   |
| ○    | ヒーチャン               | KO             | K-1 Canarias 2005 【1回戦】          | 2005年4月2日   |

## 主な獲得タイトル
- K-1 Canarias 2005優勝